# Psihometrija
Psihometrija (grč. psiho... + metron- mjera) znanost je o mjerenju mentalnih sposobnosti i procesa, tj. nastojanje da se duševne pojave predoče matematičkim sredstvima. To uključuje mjerenja znanja, mogućnosti i osobnosti. Velika pažnja se posvjećuje pojedincu, odnosno razlikama između pojedinaca te razlikama između pojedinaca u grupi.
Teorija psihometrije uključuje nekoliko različitih podučja. Psihometričari su razvili veliki broj teorija korištenih za razvoj mentalnih testova i analiziranje podataka prikupljenih tim testovima. Taj rad se može podijeliti na: Classical test theory (CTT) i Item response theory (IRT). 

## Začeci
Podrijetlo psihometrije se često povezuje sa psihofizikom. Inteligencija  je bila jedna od prvih područja proučavanja u psihometriji. Charles Spearman, jedan od prvih psihometričara je razvio razne pristupe mjerenju inteligencije, dok je L. L. Thurstone prvi upotrijebio pristup mjerenju komparativnog rasuđivanja. Njegov pristup je bio usko povezan sa psihofizičkom teorijom Ernsta Heinricha Webera i Gustava Fechnera. Spearman i Thurstone su znatno pridonijeli razvitku raznih statističkih metoda koje su se i dalje razvijale i koristile u psihometriji.
Mnogo kasnije psihometrija se počela baviti i mjerenjem osobnosti, vjerovanja, stavova i postignuća pojedinca. Mjerenje ovih pojava je iznimno teško.  
Ličnosti koje su znatno pridonijele psihometriji: Karl Pearson, L. L. Thurstone, Georg Rasch, Frederick M. Lord i Arthur Jensen.

## Psihometrijski instrumenti
Prvi psihometrijski instrumenti su bili dizajnirani kako bi mjerili inteligenciju. Najpoznatiji povijesni pristup psihometričkim instrumentima uključuje Stanford-Binet IQ test. Suprotno opće prihvaćenoj zabludi, nema dokaza da je moguće mjeriti prirodnu inteligenciju takvim instrumentima. Ipak, IQ-testovi su jako korisni. 
Psihometrija se također odnosi i na mjerenje mogućnosti čitanja, pisanja i matematike. Pristupi koji se upotrebljavaju u ovim testovima nazivaju se Classical Test Theory i modernije Item Response Theory i Rasch measurement models. 
Iznimno važan dio psihometrije zauzima testiranje ličnosti. Postoje razni pristupi tesitranju ličnosti, od kojih se ističu Minnesota Multiphasic Personality Inventory i Myers-Briggs Type Indicator. Stavovi su također česti predmet mjerenja u psihometriji. Najčešće korišteni instrument za mjerenje stavova naziva se Likertova skala.